# Sotsha Dlamini
Sotsha Dlamini (1940-7 de febrero de 2017) fue miembro de las fuerzas de seguridad y primer ministro de Suazilandia desde el 6 de octubre de 1986 hasta el 12 de julio de 1989.

## Biografía
Fue nombrado primero por el Liqoqo en el período de la regencia de la reina Dzeliwe y, después de la coronación del nuevo rey Mswati III en marzo de ese mismo año y de la elección del nuevo Parlamento, fue ratificado en el cargo en noviembre de 1987. Fue destituido como motivo de una acusación de desobediencia al jefe del Estado, el rey Mswati, y fue sustituido por Obed Dlamini.